# Zmęczenie
Zmęczenie – przejściowe zmniejszenie zdolności do pracy spowodowane przez brak rezerw energetycznych. W warunkach tlenowych  glukoza metabolizowana jest do wody, dwutlenku węgla i energii, jednak w warunkach niedoboru tlenu organizm przetwarza glukozę drogą beztlenową z wytwarzeniem kwasu mlekowego, który gromadzi się w mięśniu używanym w danej chwili i wywołuje uczucie zmęczenia. W wypadku odczuwania zmęczenia, należy położyć się i nie dopuścić do utraty ciepła przez ciało. Zmęczenie jest reakcją fizjologiczną chroniącą przed dalszą zbyt intensywną pracą.
Wyróżnia się dwa rodzaje zmęczenia – ośrodkowe (ogólne) oraz obwodowe (mięśniowe).
Zmęczenie może być objawem wielu chorób i nie należy go bagatelizować. Występuje często w połączeniu z innymi symptomami, jak np. zmiany nastroju (niepokój, depresja, zaburzenia snu), może być też objawem braku odporności.

Przeczytaj ostrzeżenie dotyczące informacji medycznych i pokrewnych zamieszczonych w Wikipedii.